# Cheat Lake
Cheat Lake és una concentració de població designada pel cens dels Estats Units a l'estat de Virgínia de l'Oest. Segons el cens del 2000 tenia 6.396 habitants.

## Demografia
Segons el cens del 2000, Cheat Lake tenia 6.396 habitants, 2.511 habitatges, i 1.822 famílies. La densitat de població era de 171 habitants per km².
Dels 2.511 habitatges en un 35,4% hi vivien nens de menys de 18 anys, en un 63,8% hi vivien parelles casades, en un 6,6% dones solteres, i en un 27,4% no eren unitats familiars. En el 23,3% dels habitatges hi vivien persones soles el 5,9% de les quals corresponia a persones de 65 anys o més que vivien soles. El nombre mitjà de persones vivint en cada habitatge era de 2,55 i el nombre mitjà de persones que vivien en cada família era de 3,03.
Per edats la població es repartia de la següent manera: un 25,8% tenia menys de 18 anys, un 7,3% entre 18 i 24, un 30,1% entre 25 i 44, un 27,7% de 45 a 60 i un 9,1% 65 anys o més.
L'edat mediana era de 38 anys. Per cada 100 dones de 18 o més anys hi havia 96,3 homes.
La renda mediana per habitatge era de 48.594 $ i la renda mediana per família de 58.778 $. Els homes tenien una renda mediana de 48.661 $ mentre que les dones 28.920 $. La renda per capita de la població era de 30.210 $. Entorn del 4,8% de les famílies i el 6% de la població estaven per davall del llindar de pobresa.

## Poblacions més properes
El següent diagrama mostra les poblacions més properes.